# Flawil
Flawil är en ort och kommun i distriktet Wil i kantonen Sankt Gallen i Schweiz. Kommunen har 10 631 invånare (2023).
En majoritet (85,7 %) av invånarna är tyskspråkiga (2014). En italienskspråkig minoritet på 2,5 % lever i kommunen. 44,0 % är katoliker, 24,0 % är reformert kristna och 32,0 % tillhör en annan trosinriktning eller saknar en religiös tillhörighet (2014).